# Зюхре Адем
Зюхре Ариф Адем е българска поетеса от Разград. Родена на 22.12.1978година в гр.Кубрат. Началното си образование завършва в "ОУ Йордан Йовков" с.Мъдрево. Следва в гр.Разград в ПГХТБТ" Мария Кюри" със специалност Технологичен и микробиологичен контрол в химични производства с професия химичен лаборант". Родена в крайно бедно и многолюдно семейство. Детството и преминава в малкото, китно селце Мъдрево, известно още със своите спортисти, певци, лекари и политици. Майка на две деца. Поради здравословни причини се оттегля от работната сфера и се отдава напълно на творчеството си. Авторката участва и спечелва голямата награда в конкурса "Мечта на живота" организиран от френска фондация, която се ангажира да финансира издаването на дебютната стихосбирка "От дълбините на сърцето", а в последствие и втора " Душевни воденици", както и участието в късометражен филм за сбъдването на мечтата на поетесата.
1. ↑  Адем, Зюхре. От дълбините на сърцето.   Разград, „РАЗГРАД-ПОЛИГРАФ”ООД, 2024. ISBN 9786197301335.